# Paneas

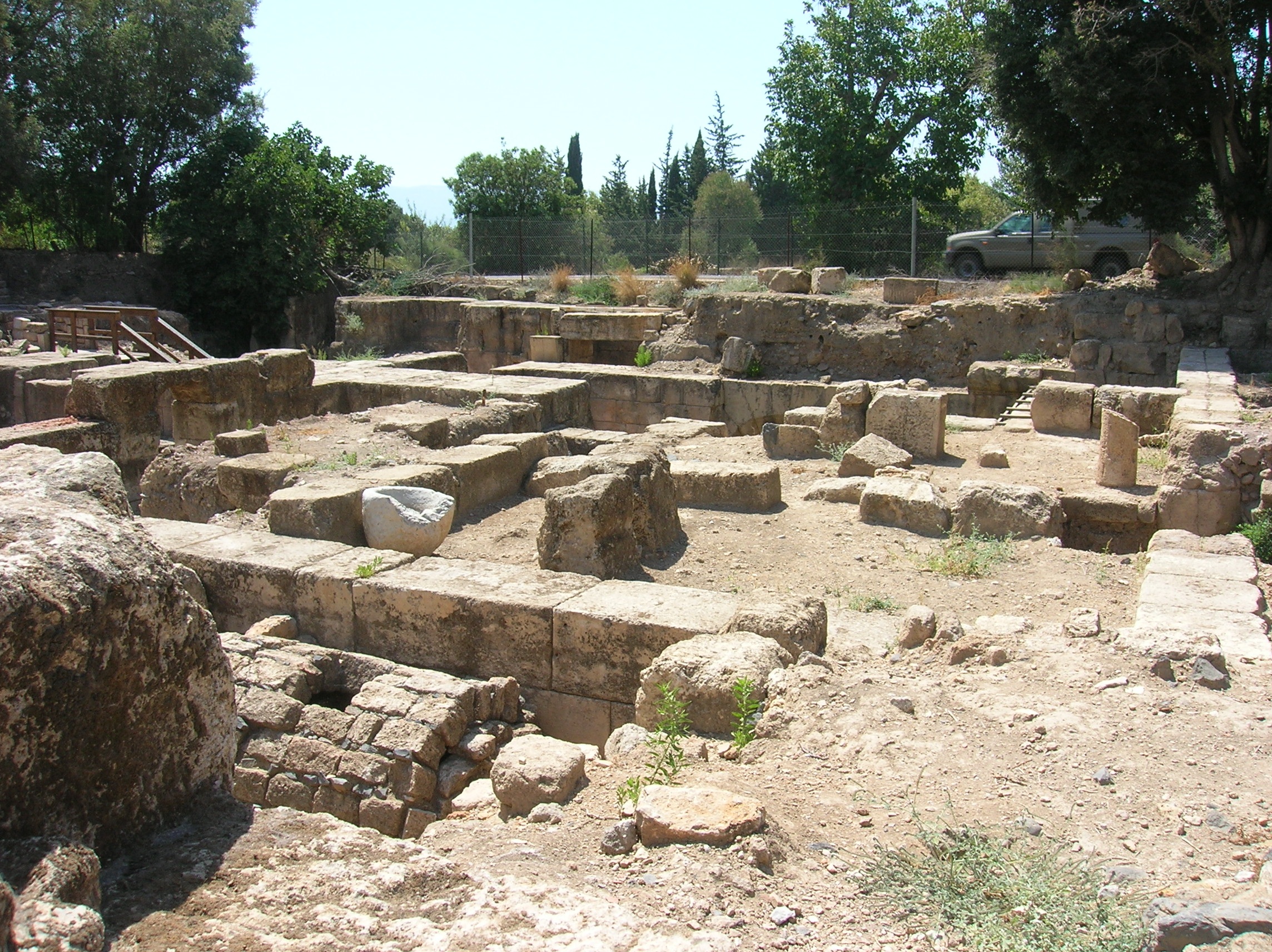
Ruïnes de la ciutat romana

Paneas o Panias o Paneias, més coneguda per Cesarea Paneas/Cesarea Philippi o Cesarea de Filip (el seu nom modern és Banias o Baniyas), fou una ciutat de Galilea. Ptolemeu i Hièrocles l'esmenten com a ciutat de Fenícia, situada a les fonts del Jordà i al peu de les muntanyes Panium, una branca de les muntanyes del Líban on hi havia una cova dedicada a Pan. La ciutat antiga adorava Baal, però el culte fou substituït pel de Pan i, llavors, va rebre el nom de Panees. Herodes el Gran hi va construir un temple en honor d'August. Era a uns 6 km de Laish o Dan. Fou restaurada i engrandida pel tetrarca Herodes Filip II (mort l'any 34), que li va donar el nom en honor de l'emperador August i el sobrenom de Philippi en honor propi, per distingir-la de l'altra Cesarea de Palestina. Més tard, es va dir Nerònies (Neronias), sota Herodes Agripa II, en honor de Neró. En època cristiana fou un bisbat.